# Шенонсо
Шенонсо (фр. Chenonceaux) је насељено место у Француској у региону Центар, у департману Ендр и Лоара.
По подацима из 2011. године у општини је живело 358 становника, а густина насељености је износила 82,68 становника/km².

## Демографија
| 1962. | 1968. | 1975. | 1982. | 1990. | 1999. | 2011. |
| ----- | ----- | ----- | ----- | ----- | ----- | ----- |
| 301   | 308   | 316   | 361   | 313   | 325   | 358   |